# 波阵面

显然，平面波的波阵面为平面。

透镜可以改变波阵面的形状，此处的平面波在通过透镜后即变为了球面波。

波陣面（英語：wave surface）简称“波面”，為波在介质中傳播时，经相同时间所到达的各点所連成的直线、曲线（二维内）或面（三维内）。也就是说，它指的是某一时刻波动所达到的各点所连成的曲面。最前方的曲面叫做“波前”（英語：wave front），後面的波陣面亦可叫做波前。波阵面质点的振动情况与机械波的波源初始振动情况相同。由于同一波阵面上各点的振动相位相同，所以波阵面是同相面（即相位差为零）。